# Джей Зи
Шон Кори Картър (на английски: Shawn Corey Carter), по-известен с псевдонима си Джей Зи (Jay-Z) е американски хип-хоп изпълнител, музикален продуцент и бивш шеф на изпълнителното ръководство на „Деф Джем Рикординг“ и „Рока-Фелла Рекърдс“. В допълнение е собственик на The 40/40 Club и има акции в отбора „Бруклин Нетс“ от НБА. Продуцент е на играта NBA 2k13.
Той е един от най-финансово успешните хип-хоп изпълнители и предприемачи в Америка. Има над 26 милиона продадени парчета в Съединените щати и 50 милиона копия по целия свят. Той е един от най-добрите рапъри на света с куп награди и критично одобрение. През 2014 г. според списанието Форбс неговата нетна стойност е около 520 милиона долара. Неговият критично приет албум „The Blueprint“ беше написан само за два дни. След публикуване на оттеглянето му от звукозаписната музика през 2003 г., той се завръща чак през 2006 г. с албума „Kingdom Come“, който е продаден в 680 хиляди екземпляра през първата седмица (най-високо продаваният албум на Джей Зи в период от една седмица). През 2006 е награден от MTV за най-добрия рапър за всички времена. Спечелил 19 Грами, и на 88 място в списанието Rolling Stones, за най-велик артист за всички времена. От 2008 г. е съпруг на R&B певицата Бионсе Ноулс. Имат три деца – момиче, родено през 2012 г., както и близначета.

## Биография

### Младежки години
Шон Картър е роден на 4 декември 1969 г. в Бруклин, Ню Йорк. Той и тримата му братя и сестри са отгледани от майка си, Глория Картър.
Джей Зи е изоставен от баща си, когато е на дванадесет години. На същата възраст разкрива, че е ранил по-големия си брат в рамото. Един ден брат му се опитал да открадне от неговите спестявания, за да си набави дрога, и той не се поколебал да стреля по него. Посещава гимназия Eli Whitney, заедно с рапъра AZ до затварянето ѝ. След това посещава гимназия George Westinghouse Information Technology в центъра на Бруклин, заедно с колегите си рапъри Ноториъс Би Ай Джи и Бъста Раймс. Посещава и гимназия „Трентън Сентрал“ в Трентън, Ню Джърси, но не я е завършва. Твърди, че е бил хващан да продава дрога, за което споменава в музиката си. Според неговата майка Глория Картър, малкият Джей Зи събуждал братята и сестрите си през нощта, удряйки силно по кухненската маса, като на барабани. Накрая му купува boom box за рождения ден и така запалва интереса му към музиката. Типично за тогавашните деца започва да рапира и да пише текстове за песни. В гетото го наричат „Джази“, откъдето по-късно в музиката идва неговият прякор Джей Зи.

## Музикална кариера

### Първи години
През края на 80-те и началото на 90-те Джази или Джей Зи, както става по-късно известен, е повлиян от други рапъри, и за започва да участва в рап партита. Прочува се за пръв път през 1994 г., когато участва в песента „Show and Prove“ от албума на Big Daddy Kane (Daddy's Home). Първата му песен e „In My Lifetime“, записана през 1995 г.

### Дебютен албум
Без музикална компания, която ще му даде право да издава нови песни и албум, той започва да продава свои тракове, и продава колата си. През 1995 г. с помощта на двама предприемачи, създава своя независима музикална компания (Roc-A-Fella Records). По договорка с друга музикална компания (Priorit), издава първия си албум „Reasonable Doubt“ през 1996 г. В албума има участват и други артисти, един от тях е иконата на източния бряг Ноториъс Би Ай Джи. Албумът прави пробив в индустрията, като е поставен на 23 място на Billboard 200, и е критично одобрен. През 1997 г. подписва официален договор с Def Jam Recordings, там записва втория си албум „In My Lifetime Vol. 1“, продуциран от Шон Комбс. Резултатите са по-добри от дебютния му албум. Със своя трети албум, който е смятан от журналистите за хит в неговата кариера. Албумът е повече от успешен, продадени са над 5 милиона копия в САЩ. По-късно албумът става платинен и печели Грами.

### 2001 – 2006 и завръщане в студиото
През юли 2001 г. само за 2 дни записва албума „The Blueprint“. Албумът иронично е издаден на 11 септември, дори и след национален траур за САЩ, албумът е номер 1 в Билборд 200. Единствения артист в този Соло албум на Джей Зи, е Еминем в песента „Renegade“. Следващият соло албум на Джей Зи е „The Blueprint 2“ завършен през септември, и издаден през ноември 2002 г. Албумът дебютира на 1 място в Билборд 200 с продажби от над 3 милиона долара.
През 2003 г. (след 1 година записване на Дуо албума „The Best Of Both Worlds“ с участието на Ар Кели) той издава своя соло албум „The Black Album“ и обявява, това му е последният студиен албум и ще работи в клуба „40/40 Club“. Преди последния си студиен албум през годините той има възможност да работи с артисти като Timbaland, Еминем и Кание Уест. По-късно албумът му „The Black Album“, успява да продаде 3 милиона копия в САЩ. През 2004 г. работи за кратко с Линкин Парк, а по-късно става президент на музикалната компания Def Jam Recordings. Работи с артисти като Кание Уест, Akon, Шон Комбс. През ноември 2006 г. се завръща с албума „Kingdom Come“. „Show Me What You Got“ е първата песен от албума, която е пусната в Интернет още през октомври. От албума продава 2 милиона копия. На 6 ноември 2007 г. издава своя десети албум, озаглавен „American Gangster“, продава 1 милион копия, а на 24 декември обявява, че няма да води музикалната си компания „Def Jam Recordings“.

### 2009 – 2013
На 21 май 2009 г. сключва милионна сделка с музикалната компания „Live Nation“, и на 8 септември издава 11-ия си албум „The Blueprint 3“. Tози албум е поредният успешен албум на Джей Зи, който е на 1. място в Билборд 200. Джей Зи участва в доста турнета, след като е световноизвестен артист. Участва в 13 турнета, от които 3 са в Европа. През юни 2010 г. участва на турнета в Детройт и Ню Йорк с Еминем. В периода 2010 – 2011 г. записва албума „Watch The Throne“ с неговия приятел, рапъра Кание Уест. Албумът е издаден на 8 август 2011 г. По-късно през 2013 г. работи заедно с Джъстин Тимбърлейк, като издават албумът „Magna Carta Holy Grail“.

## Личен живот
Джей Зи е женен за R&B певицата Бионсе Ноулс. Те заедно имат няколко песни преди да се оженят, първата им песен е още от 2002 г., „03 Bonnie & Clyde“. Продължават да записват и да са в тайна връзка. Сключват тайно и брак през април 2008 г. А през септември същата година го правят публичен. През 2009 г. е изчислено, че те са една от най-мощните двойки с нетна стойност общо 162 милиона долара. На Годишните музикални награди на MTV през 2011 г. Бионсе обявява, че е бременна и чакат първото си дете. На 7 януари 2012 г. им се ражда момиченце, което кръщават Блу. 5 години по-късно Бионсе ражда близнаци от него, които са кръстени Rumi и Sir.

### Бизнес кариера
В света на бизнеса Джей Зи има статут на успешен предприемач и работи заедно с други супер успешни рапъри като Доктор Дре, Шон Комбс и Russell Simmons. Заедно те притежават музикални компании и бизнес с дрехи. През 2003 г. открива свой спортен клуб „40/40 Club“ в Ню Йорк.

## Дискография
- Reasonable Doubt (1996)
- In My Lifetime, Vol. 1 (1997)
- Vol. 2... Hard Knock Life (1998)
- Vol. 3... Life and Times of S. Carter (1999)
- The Dynasty: Roc La Familia (2000)
- The Blueprint (2001)
- The Best of Both Worlds (with R. Kelly) (2002)
- The Blueprint2: The Gift & The Curse (2002)
- The Black Album (2003)
- Unfinished Business (with R. Kelly) (2004)
- Kingdom Come (2006)
- American Gangster (2007)
- The Blueprint 3 (2009)
- Watch the Throne (with Kanye West) (2011)
- Magna Carta Holy Grail (2013)
- 4:44 (2017)